# تانغ تشانغ
تانغ تشانغ (بالتايلندية: จ่าง แซ่ตั้ง) هو فنان وشاعر تايلاندي، ولد في 1 مايو 1934 في Thon Buri Province ‏ في تايلاند، وتوفي في 26 أغسطس 1990 في بانكوك في تايلاند.